# Мид (Небраска)
Мид (енгл. Mead) град је у америчкој савезној држави Небраска.

## Демографија
По попису из 2010. године број становника је 569, што је 5 (0,9%) становника више него 2000. године.
| Група             | 2000.       | 2010.       |
| Белци             | 549 (97,3%) | 547 (96,1%) |
| Афроамериканци    | 0 (0,0%)    | 0 (0,0%)    |
| Азијати           | 1 (0,2%)    | 2 (0,4%)    |
| Хиспаноамериканци | 12 (2,1%)   | 17 (3,0%)   |
| Укупно            | 564         | 569         |